# Panneau de signalisation d'une zone 30 en France
Le panneau de signalisation routière français rectangulaire à fond blanc, bordé d’un listel rouge et portant en son centre le panneau B14 avec l’indication d’une limitation à 30 km/h signale à l’usager de la route l’entrée dans une zone 30 au-delà du panneau. Ce panneau est codifié B30.

## Histoire
Les panneaux de prescription zonale sont créés en 1991. Les panneaux d'entrée de zone 30 (B30) et de sortie (B51) en font partie. Ils sont toujours en vigueur.

## Usage

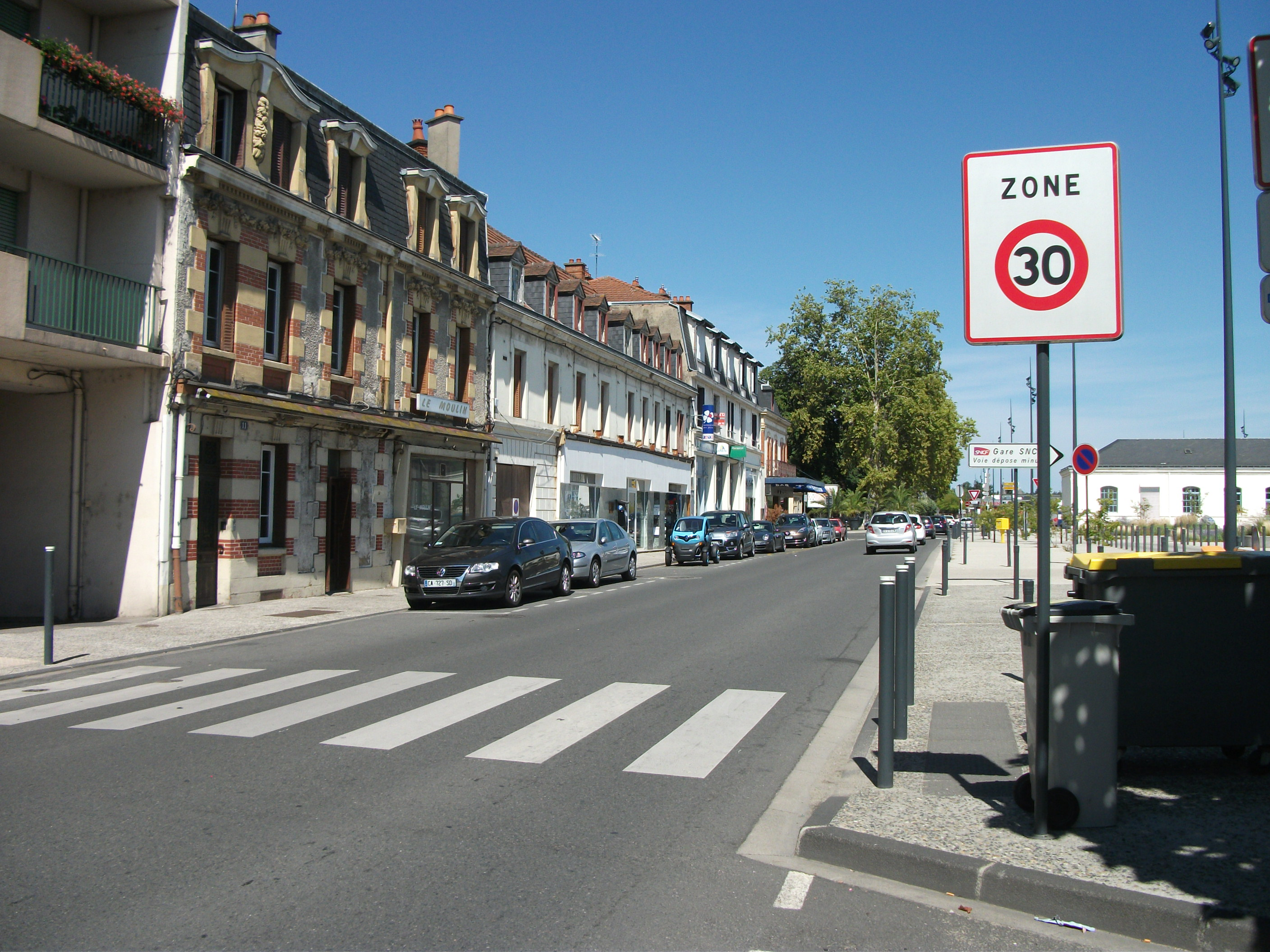
Zone 30 près de la gare de Moulins.

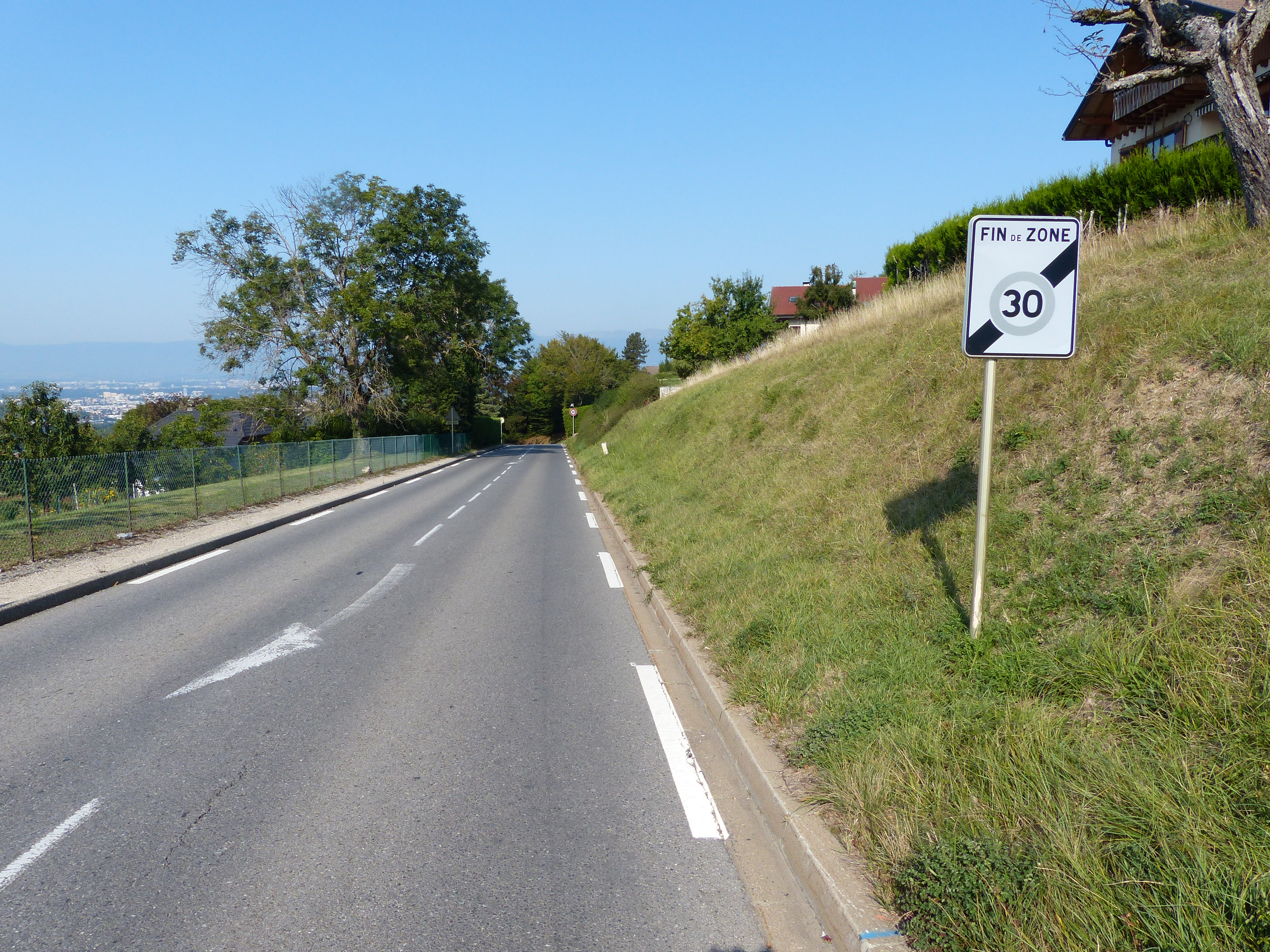
Fin de zone 30 à Lucinges.

L’article R.110-2 du code de la route définit la zone 30 comme étant une « section ou ensemble de sections de voies constituant une zone affectée à la circulation de tous les usagers. Dans cette zone, la vitesse des véhicules est limitée à 30 km/h. Toutes les chaussées sont à double sens pour les cyclistes, sauf dispositions différentes prises par l’autorité investie du pouvoir de police. Les entrées et sorties de cette zone sont annoncées par une signalisation et l’ensemble de la zone est aménagé de façon cohérente avec la limitation de vitesse applicable ».
Une zone 30 est annoncée par un panneau B30 placé à chacune des entrées de la zone. À chacune de ses sorties est mis en place un panneau B51 de sortie de zone, ou B52 d’entrée de zone de rencontre, ou B54 d’entrée d’aire piétonne, ou EB20 de sortie d’agglomération.

## Caractéristiques
Pour les panneaux B30 et B51, il existe trois gammes de dimensions de panneaux.
| Gamme   | Dimensions correspondantes |
| ------- | -------------------------- |
| Petite  | 500 × 650 mm               |
| Normale | 700 × 900 mm               |
| Grande  | 900 × 1 150 mm             |

## Implantation
Les panneaux de prescription sont placés au voisinage immédiat de l’endroit où la prescription commence à s’imposer .

### Distance du bord de chaussée
Sauf contrainte de site, la distance entre l’aplomb de l’extrémité du panneau situé du côté de la chaussée et la rive voisine de cette extrémité ne doit pas être inférieure à 0,70 m.
En rase campagne, les panneaux sont placés en dehors de la zone située en bord de chaussée et traitée de telle façon que les usagers puissent y engager une manœuvre de redirection ou de freinage dite « zone de récupération », ou leur support au minimum à 2 m du bord voisin de la chaussée, à moins que des circonstances particulières s’y opposent (accotements étroits, présence d’une plantation, d’une piste cyclable, d’une voie ferrée, etc.).
En agglomération, les panneaux sont placés de manière à minimiser la gêne des piétons.
Le support d’un signal peut aussi être implanté sur une propriété riveraine ou ancré à une façade après accord du propriétaire ou par application si cela est possible en vertu du décret-loi du 30 octobre 1935 et du décret 57180 du 16 février 1957.

### Hauteur au-dessus du sol
En rase campagne, la hauteur réglementaire est fixée en principe à 1 m (si plusieurs panneaux sont placés sur le même support, cette hauteur est celle du panneau inférieur), hauteur assurant généralement la meilleure visibilité des panneaux frappés par les feux des véhicules. Elle peut être modifiée compte tenu des circonstances locales soit pour assurer une meilleure visibilité des panneaux, soit pour éviter qu’ils masquent la Circulation.
En agglomération, lorsqu’il y a un éclairage public, les panneaux peuvent être placés à une hauteur allant jusqu’à 2,30 m pour tenir compte notamment des véhicules qui peuvent les masquer, ainsi que de la nécessité de ne gêner qu’au minimum la circulation des piétons.

### Position de la face
Le plan de face avant d'un panneau implanté sur accotement ou trottoir doit être légèrement incliné de 3 à 5° vers l’extérieur de la route afin d’éviter le phénomène de réflexion spéculaire qui peut, de nuit, rendre le panneau illisible pendant quelques secondes.

## Visibilité de nuit
Les panneaux et panonceaux de signalisation doivent être visibles et garder le même aspect de nuit comme de jour. Les signaux de prescription sont tous rétroréfléchissants ou éventuellement dans certaines conditions, éclairés.
Les revêtements rétroréfléchissants doivent avoir fait l’objet, soit d’une homologation, soit d’une autorisation d’emploi à titre expérimental. La rétroréflectorisation porte sur toute la surface des panneaux et panonceaux à l’exception des parties noires.